# エドワード・プランケット (第14代ダンセイニ男爵)
第14代ダンセイニ男爵エドワード・ワディング・プランケット（Edward Wadding Plunkett、1773年4月7日 – 1848年12月11日）は、イギリスの軍人、アイルランド貴族。保守党に属し、ミーズ統監、アイルランド貴族代表議員を務めた。軍人としてはコールドストリームガーズに入隊して、フランス革命戦争のアブキールの戦いで負傷した。

## 生涯
第13代ダンセイニ男爵ランダル・プランケットと1人目の妻マーガレット（1791年9月12日没、エドワード・アーチデキンの娘）の息子として、1773年4月7日に生まれた。ウェストミンスター・スクールで教育を受けた。
イギリス陸軍のコールドストリームガーズにエンサイン（歩兵少尉）として入隊した後、1795年10月31日に第16歩兵連隊の大尉に転じたが、同年11月14日に再び異動し、コールドストリームガーズの連隊中尉に任命された。フランス革命戦争のフランドル戦役、エジプト・シリア戦役に参戦し、1801年3月8日のアブキールの戦いで負傷した。最終階級は陸軍中佐だった。
1821年4月4日に父が死去すると、ダンセイニ男爵位を継承、1823年7月6日にアイルランド貴族代表議員選挙における投票権を認められた。1835年4月11日にミーズ統監に任命され、1848年に死去するまで務めた。1836年1月18日にアイルランド貴族代表議員に選出され、1848年に死去するまで務めた。貴族院では保守党に属した。
1848年12月11日にサマセット州クリーヴドンで死去、息子ランダル・エドワードが爵位を継承した。

## 家族
1803年6月20日、シャーロット・ルイーザ・ローレス（Charlotte Louisa Lawless、1769年1月21日 – 1818年6月10日、初代クロンカリー男爵ニコラス・ローレスの娘）と結婚、3男2女をもうけた。
- ランダル・エドワード（1804年9月5日 – 1852年4月7日） - 第15代ダンセイニ男爵[1]
- ヴァレンタイン（1806年6月26日 – 1808年[7]）
- シャーロット・メアリー（1807年8月29日 – 1816年10月2日[7]）
- エドワード（1808年11月29日 – 1889年2月22日） - 第16代ダンセイニ男爵[1]
- エミリー・ヴァレンティナ（1812年12月24日[7] – 1864年9月30日） - 1839年10月18日、ジョージ・プライス（George Price、1890年9月29日、初代準男爵サー・ローズ・プライス（英語版）の息子）と結婚[8]

1823年3月26日、イライザ・キナード（Eliza Kinnaird、1781年5月13日 – 1864年4月30日、第7代キナード卿ジョージ・キナードの娘）と再婚したが、2人の間に子供はいなかった。